# Close to Seven
Close to Seven ist das fünfte Studioalbum der deutsch-Französischen Popsängerin Sandra. Es erschien am 17. Februar 1992 bei Virgin Records.

## Entstehung und Veröffentlichung
Das Album wurde erneut von Sandras Ehemann Michael Cretu produziert und in den A.R.T. Studios auf der spanischen Mittelmeerinsel Ibiza aufgenommen. Die Musik wurde im Wesentlichen von Cretu selbst geschrieben, die Texte stammen zumeist von Klaus Hirschburger. Bei zwei Songs war Peter Cornelius beteiligt, David Fairstein schrieb bei No Taboo mit, und Sandra selbst schrieb den Text zu When the Rain Doesn’t Come.
Vorab wurde die Single Don’t Be Aggressive veröffentlicht, die es in vielen Ländern in die Charts schaffte, in Norwegen und Finnland in die Top Ten. Es folgte I Need Love als zweite Auskopplung, die allerdings kein Charterfolg wurde.

## Rezeption
Das Album erreichte in Deutschland Platz sieben und war 14 Wochen in den Charts, in der Schweiz erreichte es Platz 13, in Österreich kam es auf Platz 26, in den Niederlanden auf Platz 87, in Norwegen auf Platz 20 und in Schweden auf Platz 27.

## Titelliste
| #  | Titel                      | Autor(en)                                          | Produzent(en) | Länge |
| -- | -------------------------- | -------------------------------------------------- | ------------- | ----- |
| 1  | Don’t Be Aggressive        | Michael Cretu, Klaus Hirschburger                  | Michael Cretu | 4:45  |
| 2  | Mirrored in Your Eyes      | Peter Cornelius, Michael Cretu                     | Michael Cretu | 3:26  |
| 3  | I Need Love                | Michael Cretu, Klaus Hirschburger                  | Michael Cretu | 3:24  |
| 4  | No Taboo                   | Michael Cretu, David Fairstein                     | Michael Cretu | 3:50  |
| 5  | When the Rain Doesn’t Come | Michael Cretu, Sandra Cretu                        | Michael Cretu | 4:43  |
| 6  | Steady Me                  | Peter Cornelius, Michael Cretu, Klaus Hirschburger | Michael Cretu | 3:57  |
| 7  | Shadows                    | Michael Cretu, Klaus Hirschburger                  | Michael Cretu | 3:50  |
| 8  | Seal It Forever            | Michael Cretu, Klaus Hirschburger                  | Michael Cretu | 4:51  |
| 9  | Love Turns to Pain         | Michael Cretu, Klaus Hirschburger                  | Michael Cretu | 4:59  |
| 10 | Your Way to India          | Michael Cretu, Klaus Hirschburger                  | Michael Cretu | 6:01  |